# Chambon-sur-Dolore
Chambon-sur-Dolore is een gemeente in het Franse departement Puy-de-Dôme (regio Auvergne-Rhône-Alpes) en telt 177 inwoners (2005). De plaats maakt deel uit van het arrondissement Ambert.

## Geografie
De oppervlakte van Chambon-sur-Dolore bedraagt 20,7 km², de bevolkingsdichtheid is 8,6 inwoners per km².
De onderstaande kaart toont de ligging van Chambon-sur-Dolore met de belangrijkste infrastructuur en aangrenzende gemeenten.

## Demografie
Onderstaande figuur toont het verloop van het inwonertal (bron: INSEE-tellingen).